# Torrelavega (Gerichtsbezirk)
Der Gerichtsbezirk Torrelavega ist einer der acht Gerichtsbezirke in der autonomen Gemeinschaft Kantabrien.
Der Bezirk umfasst 20 Gemeinden auf einer Fläche von 894,53 km² mit dem Hauptquartier in Torrelavega.

## Gemeinden
| Gemeinde                   | Einwohner (2024) | Fläche km² | Dichte Einw./km² | Cod INE | Postleitzahl |
| -------------------------- | ---------------- | ---------- | ---------------- | ------- | ------------ |
| Alfoz de Lloredo           | 2.499            | 46,34      | 54               | 39001   | 39526        |
| Anievas                    | 267              | 20,90      | 13               | 39003   | 39451        |
| Arenas de Iguña            | 1.756            | 86,82      | 20               | 39004   | 39450        |
| Bárcena de Pie de Concha   | 674              | 30,53      | 22               | 39010   | 39420        |
| Cabezón de la Sal          | 8.162            | 33,56      | 243              | 39012   | 39500        |
| Cabuérniga                 | 998              | 86,45      | 12               | 39014   | 39510        |
| Cartes                     | 5.865            | 19,03      | 308              | 39018   | 39311        |
| Cieza                      | 546              | 44,07      | 12               | 39021   | 39407        |
| Los Corrales de Buelna     | 10.813           | 45,38      | 238              | 39025   | 39400        |
| Mazcuerras                 | 2.093            | 55,65      | 38               | 39041   | 39509        |
| Miengo                     | 5.221            | 24,50      | 213              | 39044   | 39310        |
| Molledo                    | 1.480            | 71,07      | 21               | 39046   | 39430, 39439 |
| Polanco                    | 6.239            | 18,00      | 347              | 39054   | 39313        |
| Reocín                     | 8.400            | 32,09      | 262              | 39060   | 39538        |
| Ruente                     | 1.072            | 65,86      | 16               | 39066   | 39513        |
| San Felices de Buelna      | 2.376            | 36,24      | 66               | 39069   | 39409        |
| Santillana del Mar         | 4.211            | 28,46      | 148              | 39076   | 39330        |
| Suances                    | 9.092            | 24,56      | 370              | 39085   | 39340        |
| Los Tojos                  | 375              | 89,50      | 4                | 39086   | 39518        |
| Torrelavega                | 51.663           | 35,52      | 1.454            | 39087   | 39300        |
| Gerichtsbezirk Torrelavega | 123.802          | 894,53     | 138              | –       | –            |